# Sabău și Pârcălab vs. România
Cauza Sabău și Pârcălab vs. România (Hotărârea din 28 septembrie 2004, petiția numărul 46572/99) reprezintă un caz judecat de CEDO în care statul Român a fost condamnat pentru mai multe încălcări ale drepturilor omului în cazul a doi ziariști. În această speță, Curtea Europeană a Drepturilor Omului, secția a II-a a ajuns la concluzia cu aplicabilitate generală că Convenția Europeană a Drepturilor Omului nu permite interzicerea ab initio a tuturor drepturilor prevăzute de art. 64 Cod penal ca și pedeapsă accesorie, ci doar a acelor drepturi care se impun vis-a-vis de natura, felul și gravitatea infracțiunii săvârșite de inculpați. În particular Curtea de la Strasbourg a considerat că interzicerea automată a drepturilor părintești în cazul comiterii unei infracțiuni de natură penală neîndreptată în vreun fel împotriva copiilor inculpatului și care nu pune în pericol pe aceștia din urmă reprezintă o ingerință în dreptul la respectarea vieții private prin încălcarea Art. 8 („Dreptul la respectarea vieții private și de familie”) din Convenție.

## Descrierea cazului
Reclamanții Cornel Sabou și Dan Pârcălab sunt ziariști români născuți în Baia Mare. Al doilea reclamant a studiat istoria și filosofia la Cluj. În 4 ianuarie 2007 jurnalistul Pârcălab a fost reținut de procurorii Direcției de Investigare a Infracțiunilor de Criminalitate Organizată și Terorism (DIICOT) Cluj, pentru o perioadă de 29 de zile, pentru acuzații legate de șantaj.
Reclamanții Sabou și Pârcălab au fost condamnați pentru infracțiunea de calomnie. Pedeapsa decisă de instanță a fost de 10 luni de închisoare pentru Cornel Sabou, din care respectivul a efectuat 45 de zile de detenție. În timpul executării pedepsei se interziceau automat, ca pedeapsă accesorie, toate drepturile prevăzute la art. 64 C. pen., inclusiv cel de a-și exercita drepturile părintești. Cel de-al doilea reclamant, Dan Pârcălab, a fost condamnat la plata unei amenzi penale de 50 RON (500.000 ROL). Ambii reclamanți au fost condamnați în solidar la plata sumei de 3.000 RON (30.000.000 ROL - echivalentul sumei de 1.582 euro), sumă care a fost plătită inițial de ziarul la care aceștia lucrau, recuperată apoi de ziar de la al doilea reclamant prin deduceri din salariu.

## Istoricul cazului
Prin Sentința din 15 decembrie 1997, instanța l-a condamnat pe primul reclamant pentru infracțiunea de calomnie la o pedeapsă de 10 luni de închisoare și la pedeapsa accesorie prevăzută de art. 71 coroborat cu art. 64 din Codul penal, și anume interzicerea, pe timpul detenției, a dreptului la exercitarea profesiei, precum și a drepturilor părintești și a celor electorale. Pentru a stabili cuantumul pedepsei, instanța a ținut cont de faptul că reclamantul se afla în stare de recidivă, fiind condamnat de două ori înainte.
Prin Decizia din 3 aprilie 1998 Tribunalul Bistrița-Năsăud a respins apelurile și a menținut sentința judecătoriei. El a subliniat că, în conformitate cu art. 207 din Codul penal, pentru ca o afirmație să nu fie considerată calomnioasă, aceasta trebuie să îndeplinească două condiții: să se facă dovada verității afirmațiilor și să vizeze apărarea unui interes legitim. Ca atare, tribunalul a apreciat că o afirmație poate fi considerată drept calomnioasă dacă este destinată să producă un rău cuiva sau este făcută din dorința de răzbunare, chiar dacă faptele la care s-a făcut referire sunt reale.
Prin Decizia din 22 septembrie 1998 Tribunalul Maramureș a admis, pentru motive familiale, legate în special de cei trei copii care se aflau în grija sa, cererea primului reclamant de suspendare a executării pedepsei. El a fost pus în libertate la 5 octombrie 1998.
La 14 ianuarie 1999 Judecătoria Baia Mare a respins o nouă cerere a reclamantului de suspendare a executării pedepsei. El nu a fost reîncarcerat ca urmare a acestei hotărâri.
La 15 ianuarie 1999 reclamantul a început o grevă a foamei și a fost spitalizat din cauza stării sale de sănătate. Acesta suferea, de asemenea, de tuberculoză.
La 19 ianuarie 1999 el a solicitat Președintelui grațierea, care i-a fost acordată prin Decretul nr. 52 din 2 februarie 1999.
La 31 mai 2002, ziarul a plătit, în locul reclamanților, despăgubirile acordate lui M.I. Cel de-al doilea reclamant a rambursat ulterior această sumă, prin deduceri lunare din salariu.

## Decizia Curții
Curtea a decis cu unanimitate de voturi că în această speță au fost încălcate articolele 10 (Libertatea de exprimare), 8 (Dreptul la respectarea vieții private și de familie) și 13 (Dreptul la un recurs efectiv) din Convenția Europeană a Drepturilor Omului. :

#### Cu privire la articolul 10:
Curtea a considerat că această condamnare a reclamanților era disproporționată față de scopul legitim urmărit și că autoritățile naționale nu au oferit motive pertinente și suficiente pentru a o justifica, iar, astfel, art. 10 a fost încălcat.

#### Cu privire la articolul 8:
Reprezentantul Guvernului României a precizat că ingerința viza protejarea siguranței, a moralității și a educației minorilor, însă, în cauza respectivă, curtea a reținut că infracțiunea de calomnie care a determinat condamnarea reclamantului a fost absolut independentă de aspecte legate de autoritatea părintească, ne-reproșându-i-se reclamantului lipsa îngrijirii copiilor sau relele tratamente aplicate acestora. În acest context, Curtea a constatat că infracțiunea pentru care reclamantul a fost condamnat este complet străină de chestiunile legate de autoritatea părintească. În plus, Curtea a constatat că, prin aplicarea automată a sancțiunii, ea are ca scop pedepsirea inculpatului, iar nu protecția minorului. Cum interesul acestuia este primordial, Curtea a constatat că aplicarea automată a acestei sancțiuni este contrară art. 8.
Curtea a reamintit că examinarea elementelor care servesc cel mai bine interesele copilului este întotdeauna de o importanță fundamentală (citând Hotărârea din 7 august 1996 dată în cauza Johansen vs. Norvegia), că interesul copilului trebuie considerat ca fiind primordial și că „doar un comportament deosebit de nedemn poate determina ca o persoană să fie privată de drepturile sale părintești în interesul superior al copilului” (a se vedea și cauza Gnahore vs. Franța, petiția nr. 40031/98 parag. 59, CEDO 2000-IX).
În aceste circumstanțe, Curtea a considerat că nu s-a demonstrat că retragerea absolută și prin efectul legii a drepturilor părintești ale primului reclamant corespundea unei necesități primordiale privind interesele copilului și că, în consecință, urmărea un scop legitim, anume protecția sănătății, moralei sau a educației minorilor.
În consecință, art. 8 din Convenție a fost încălcat în ceea ce îl privește pe primul reclamant.

#### Cu privire la articolul 13:
Curtea a considerat că posibilitatea reclamantului de a ridica excepția de neconstituționalitate a art. 64 și 71 din Codul penal și de a solicita examinarea acesteia de către Curtea Constituțională nu constituia un recurs efectiv care să ofere o reparație adecvată pentru cererea întemeiată pe art. 8 din Convenție.
În consecință, art.13 coroborat cu art. 8 din Convenție a fost încălcat în ceea ce îl privește pe primul reclamant.

## Citări ale Cauzei în literatura de specialitate
- Cauza în limba franceză și traducerea ei în limba română
- Citare pe situl web Jurisprudenta.com
- Citare pe situl web JurisprudentaCEDO.com
- Citare în wikisource
- Citarea[nefuncțională]
 cauzei pe situl web al Înaltei Curți de Casație și Justiție (sau de aici)
- citare scribdb
- Citare Arhivat în 30 iulie 2010, la Wayback Machine. a cazului în raportul APADOR-CH